# Семчик, Виталий Иванович
Виталий Иванович Семчик (укр. Віталій Іванович Семчик; 19 июля 1927, село Байковка, Калиновский район — 9 декабря 2014, Киев, Украина) — советский и украинский учёный-правовед, специалист в области аграрного права. Доктор юридических наук (1986), профессор (1997), академик НАПрН Украины (1993) и член-корреспондент НАН Украины (1992). 
Лауреат Государственной премии Украины в области науки и техники (2004) и Заслуженный деятель науки и техники Украины (1995). Участник Великой Отечественной войны.

## Биография
Виталий Семчик родился 19 июля 1927 года в селе Байковка Калиновского района (ныне Винницкая область Украины) в крестьянской семье. 19 апреля 1944 года был мобилизован в Красную (с 1946 года — Советская) армию, в которой служил до июля 1951 года, дойдя до звания капитана, принимал участие в боях Великой Отечественной войны.
После демобилизации Виталий Иванович стал трудиться на Юго-Западной железной дороге и в колхозах Киевской области, также обучался на юридическом факультете Киевского государственного университета имени Т. Г. Шевченко, который окончил в 1958 (по другим данным в 1959) году. 
После окончания вуза Семчик работал по специальности, сначала был адвокатом и заведующим Фастовской юридической консультации, а в 1963 году был избран народным судьей и председателем Фастовского народного суда Киевской области. Также, занимался общественной деятельностью, и с 1963 по 1975 год был депутатом Фастовского городского совета трудящихся. Параллельно с основной и общественной работой, в 1971 году Семчик начал обучение в аспирантуре родного вуза, которую окончил в 1974 году. 
В 1975 году В. И. Семчик начал свою работу в Институте государства и права НАН Украины, где последовательно занимал должности старшего, ведущего и главного научного сотрудника. В 1997 году Виталий Иванович был избран заведующим кафедрой аграрного, экологического и предпринимательского права Киевского университета права НАН Украины.

## Награды, признание и память
- Благодарность Генерального прокурора Украины (2012)[4]

В 2012 году в Киеве, к 85-летию со дня рождения В. И. Семчика была издана книга его избранных трудов «Учусь, учу…».